# Burkhardt Ziemske
Burkhardt Ziemske (* 14. Mai 1956 in Ratzeburg; † 12. Mai 2001) war ein deutscher Rechtswissenschaftler.

## Leben
Nach dem Abitur studierte er von 1976 bis 1983 Rechtswissenschaften und Geschichte in Bonn, Köln und Saarbrücken. Nach dem ersten juristischen Staatsexamen (1983), dem Referendariat (1983–1986) und dem zweiten juristischen Staatsexamen (1986) arbeitete er als Rechtsanwalt am Amts- und Landgericht Köln. Nach der Promotion an der Universität Köln 1990 war er von 1991 bis 1992 war als Legationsrat z. A. im Auswärtigen Amt. Von 1993 bis 1996 als Rechtsanwalt beim Oberlandesgericht Köln und wissenschaftlicher Assistent am Seminar für Staatsphilosophie und Rechtspolitik der Universität Köln tätig. Nach der Habilitation 1995 in Köln (Lehrbefugnis für Staats- und Verwaltungsrecht) übernahm er am 1. April 1996 den Lehrstuhl für Öffentliches Recht der Universität Erlangen-Nürnberg.
Seine Schwerpunkte waren Staats-, Verwaltungs- und Europarecht.

## Schriften (Auswahl)
- Das parlamentarische Untersuchungsrecht in England – Vorbild einer deutschen Reform?. Berlin 1991, ISBN 3-428-07108-5.
- mit Wilfried Bergmann und Jürgen Korth: Staatsangehörigkeitsrecht. Praxishandbuch unter Berücksichtigung der Aussiedlerfragen. Köln 1995, ISBN 3-452-23069-4.
- mit Wilfried Bergmann und Jürgen Korth: Staatsangehörigkeitsrecht. Gesetzes- und Verordnungstexte mit synoptischen Hinweisen auf die Altfassung. Köln 1995, ISBN 3-452-23069-4.
- Die deutsche Staatsangehörigkeit nach dem Grundgesetz. Berlin 1995, ISBN 3-428-08409-8.